# Aleida van Culemborg
Aleida van Culemborg (vers 1445 – 20 juillet 1471) est une femme noble néerlandaise qui a vécu au XVe siècle. Elle était dame de Sint-Maartensdijk et de Buren.
Aleida van Culemborg était la fille héritière de Gérard II de Culemborg et Elizabeth de Buren. Elle s'est mariée le 20 octobre 1464 avec Frédéric d'Egmont. En conséquence de ce mariage, la succession de Sint-Maartensdijk et celle du comté de Buren deviennent finalement la possession d'Anne d'Egmont, épouse de Guillaume d'Orange.
Cette union avec Frédéric a donné deux enfants :
- Florent comte de Buren et Leerdam et seigneur d'IJsselstein aussi surnommé Fleurken Dunbier (1470-1539) ;
- Wemmer d'Egmont de Buren.

Aleida a été inhumée à la Sint-Nicolaaskerk (nl) à IJsselstein, où sa tombe est toujours présente. En 1911, l'église a été touchée par un grave incendie qui a détruit tout l'intérieur. Le tombeau a été restauré. Son effigie a été sculptée dans du grès et a été peinte dans le passé. Dans les siècles qui suivirent, la statue a été peinte en blanc. Deux petits anges soutiennent l'oreiller sur lequel repose la tête d'Aleida et un chien endormi se trouve à ses pieds.